# Ammotretis rostratus
Ammotretis rostratus är en fiskart som beskrevs av Günther 1862. Ammotretis rostratus ingår i släktet Ammotretis och familjen flundrefiskar. Inga underarter finns listade i Catalogue of Life.